# Xinguang
Xinguang (kinesiska: 新光, 新光乡) är en socken i Kina. Den ligger i provinsen Heilongjiang, i den nordöstra delen av landet, omkring 180 kilometer sydost om provinshuvudstaden Harbin.
Genomsnittlig årsnederbörd är 933 millimeter. Den regnigaste månaden är juli, med i genomsnitt 190 mm nederbörd, och den torraste är januari, med 9 mm nederbörd.